# Maisons-en-Champagne
Maisons-en-Champagne är en kommun i departementet Marne i regionen Grand Est (tidigare regionen Champagne-Ardenne) i nordöstra Frankrike. Kommunen ligger i kantonen Vitry-le-François-Ouest som tillhör arrondissementet Vitry-le-François. År 2022 hade Maisons-en-Champagne 551 invånare.

## Befolkningsutveckling
Antalet invånare i kommunen Maisons-en-Champagne
| Referens: INSEE |